# سیمور، ویکتوریا
سیمور (به انگلیسی: Seymour) یک منطقهٔ مسکونی در استرالیا است که در ویکتوریا (استرالیا) واقع شده‌است.